# Małgorzata Olejnik (naukowiec)
Małgorzata Elżbieta Olejnik – polska doktor habilitowany nauk weterynaryjnych, profesor na Uniwersytecie Mikołaja Kopernika w Toruniu, specjalistka od farmakologii i toksykologii.

## Kariera naukowa
W 2005 roku na Uniwersytecie Medycznym w Lublinie uzyskała tytuł magistra farmacji. W 2004 roku została zatrudniona w Państwowym Instytucie Weterynaryjnym – Państwowym Instytucie Badawczym, gdzie w 2009 roku uzyskała stopień doktora nauk weterynaryjnych na podstawie rozprawy pt. Badania nad pozostałościami kokcydiostatyków w tkankach zwierząt i jajach, której promotorem była Teresa Szprengier-Juszkiewicz. W 2016 roku ten sam instytut nadał jej stopień doktora habilitowanego nauk weterynaryjnych na podstawie pracy pt. Zanieczyszczenia pasz kokcydiostatykami a bezpieczeństwo żywności pochodzenia zwierzęcego. Od 2020 roku pracuje również na Uniwersytecie Mikołaja Kopernika w Toruniu.